# New Hebron
New Hebron – miasto w Stanach Zjednoczonych, w stanie Missisipi, w hrabstwie Lawrence.